# バンコク国際モーターショー
バンコク国際モーターショー (タイ語： บางกอก อินเตอร์เนชันแนล มอเตอร์โชว์、英語： Bankok International Motor Show) は、タイ王国の首都バンコクで開催されるモーターショー（自動車展示会）。開催主体はグランプリ・グループ(Grand Prix International CO.,LTD)。
2008年は「第29回バンコク国際モーターショー」として、バンコク国際貿易展示場にて3月28日から4月6日まで開催される。